# شاهزاده‌نشین بدلیس

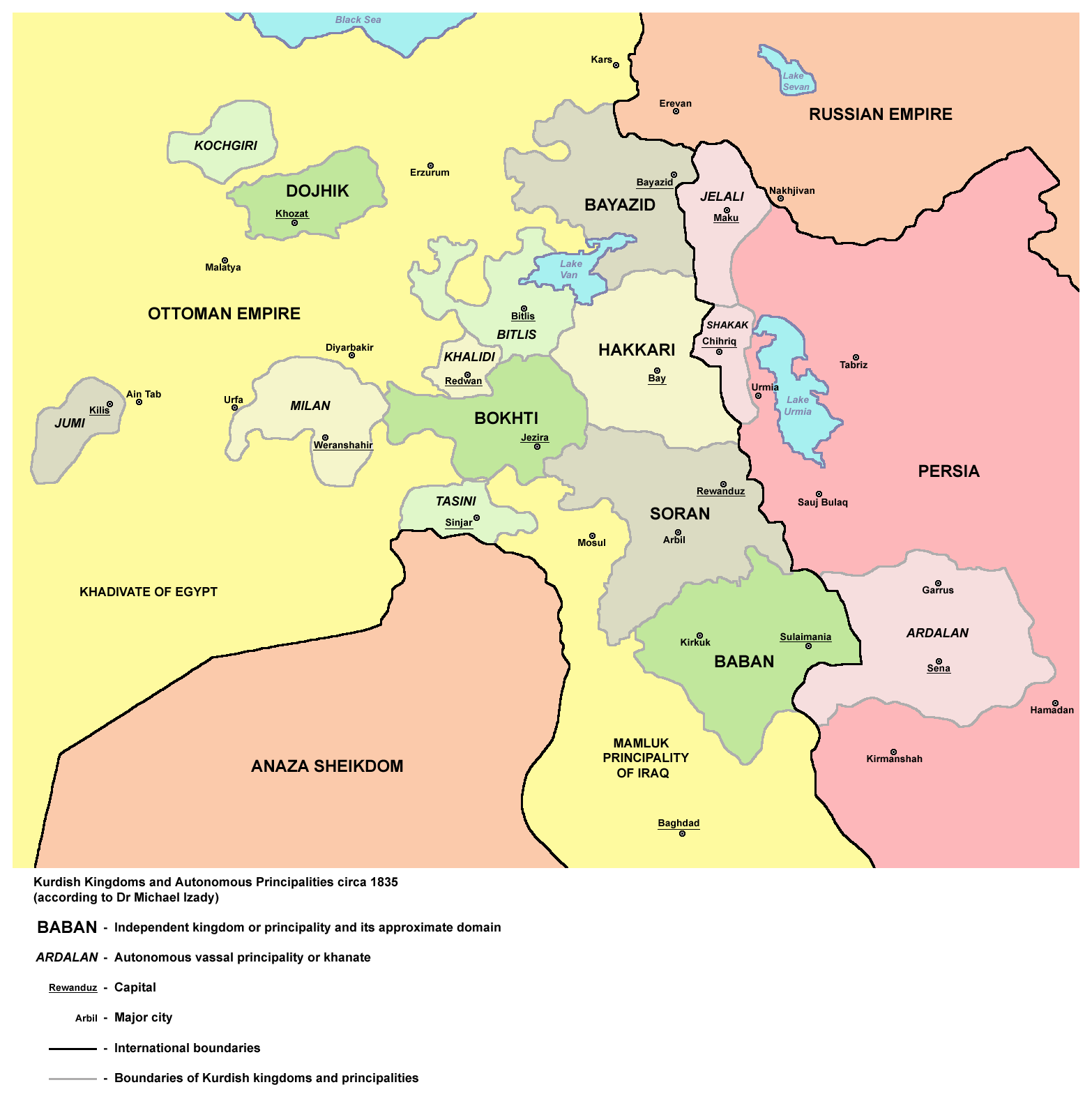
شاهزاده‌نشین بدلیس در ۱۸۳۵.

شاهزاده‌نشین بدلیس (۱۱۸۲–۱۸۴۷) یک شاهزاده‌نشین کردی از ایل روژکی بود که بر بدلیس و پیرامون آن در ترکیه امروزی فرمان می‌راند. این دودمان خود را از نوادگان مروانیان می‌دانستند.